# TMS Entertainment
TMS Entertainment Co., Ltd. (株式会社トムス・エンタテインメント Kabushiki-gaisha Tomusu Entateinmento) tên cũ là Tokyo Movie, Tōkyō Movie Shinsha và TMS-Kyokuchi, là một xưởng phim hoạt hình Nhật Bản được thành lập vào tháng 10 năm 1946. Đây là một trong những xưởng phim lâu đời nhất ở Nhật Bản, nổi tiếng với công việc sản xuất loạt anime dài tập Thám tử lừng danh Conan, hay Lupin III, Anpanman, D.Gray-man,... TMS cũng tham gia sản xuất một số hoạt hình phương Tây như Thanh tra Gadget, Rainbow Brite, Fluppy Dogs,... Xưởng phim có một công ty con sở hữu hoàn toàn là Telecom Animation Film (TAF) thường cộng tác sản xuất với TMS. TMS hiện tại là một công ty con của Sega Corporation và là thành viên của Hiệp hội Hoạt hình Nhật Bản.

## Lịch sử

Logo cũ của TMS Entertainment

TMS Entertainment ban đầu là một công ty dệt may mang tên Asahi Gloves Manufacturing Co., Ltd., được thành lập vào ngày 22 tháng 10 năm 1946 tại Mizuho-ku, Nagoya. Từ năm 1964, công ty đổi tên thành Tokyo Movie (東京ムービー Tōkyō Mūbī) để tham gia vào ngành công nghiệp hoạt hình. Tác phẩm hoạt hình đầu tay của công ty là Big X, lên sóng từ tháng 8 năm 1964 đến tháng 9 năm 1965. Sau Tokyo Movie, công ty có nhiều lần đổi tên thành Tokyo Movie Shinsha Co., Ltd. (株式会社東京ムービー新社 Kabushiki gaisha Tōkyō Mūbī Shinsha) và TMS-Kyokuichi (キョクイチ東京ムービー Kyokuichi-Tōkyō Mūbī). Miyazaki Hayao trước khi thành lập Studio Ghibli được biết là từng có thời gian làm việc tại Tokyo Movie Shinsha, để chỉ đạo bộ phim đầu tay của ông là Lâu đài Cagliostro (1979).
Từ năm 1996 đến 2001, TMS mở hai văn phòng công ty tại Los Angeles, Hoa Kỳ và Paris, Pháp. Năm 2000, công ty đổi tên thành TMS Entertainment Co., Ltd. (株式会社トムス・エンタテインメント Kabushiki-gaisha Tomusu Entateinmento). Năm 2005, Sega Sammy Holdings nắm giữ 50.2% cổ phần của TMS và TMS trở thành công ty con của Sega Sammy. Năm 2010, TMS thuộc sở hữu hoàn toàn (100%) của Sega Sammy Holdings, cùng năm đó công ty chuyển trụ sở chính đến Shinjuku-ku, Tokyo. Năm 2012, TMS chuyển trụ sở một lần nữa đến Nakano, Tokyo.

### Công ty con
TMS Entertainment có nhiều công ty con khác nhau cùng làm việc với họ, bao gồm:
- Telecom Animation Film Co., Ltd. (TAF) (Nhật: 株式会社テレコム・アニメーションフィルム Hepburn: Kabushiki-gaisha Terekomu Animēshon Firumu?), thành lập vào ngày 19 tháng 5 năm 1975.
- Marza Animation Planet Inc. (Nhật: 株式会社マーザ・アニメーションプラネット Hepburn: Kabushiki gaisha Māza Animēshonpuranetto?), bộ phận sản xuất CGI.
- V1 Studio (Nhật: ヴィーワンスタジオ Hepburn: Vīuwan Sutajio?), xưởng phim đồng sản xuất Thám tử lừng danh Conan với TMS kể từ bộ phim Conan thứ 16.
- Double Eagle (Nhật: だぶるいーぐる Hepburn: Daburuīguru?), từng hợp tác sản xuất ReLIFE, Nana Maru San Batsu và Senjūshi cùng TMS.[8]
- 8PAN (Nhật: エイトパヌ Hepburn: Eito Panu?), từng hợp tác sản xuất Bakuon!!, D.Gray-man Hallow và Dr. Stone với TMS.[9]
- 3xCube, từng hợp tác sản xuất Toaru Hikūshi e no Koiuta, Jitsu wa Watashi wa, Amaama to Inazuma và Megalobox cùng TMS.[10]
- Trois Studio (Nhật: トロワスタジオ Hepburn: Torowa Sutajio?), xưởng phim tham gia sản xuất Lupin III: Goodbye Partner (một tập phim đặc biệt của Lupin III) cùng TMS.[11]
- Die4 Studio, hợp tác sản xuất Dr. Stone: Ryusui (một tập phim đặc biệt của Dr. Stone) cùng TMS.[12]

## Sản xuất
Dưới đây liệt kê tác phẩm hoạt hình sản xuất bởi TMS Entertainment, số năm trong ngoặc là thời gian phát hành của tác phẩm:

### Phim truyền hình

#### Thập niên 1960
- Big X (tháng 8/1964 - tháng 9/1965)
- Obake no Q-tarō (tháng 8/1965 – tháng 6/1967)
- Perman – Cậu bé siêu nhân (tháng 4/1967 – tháng 4/1968)
- Kyojin no Hoshi(tháng 3/1968 - tháng 9/1971)
- Kaibutsu-kun (1968 - 1969)
- Umeboshi Denka (tháng 4/1969 - tháng 9/1969)
- Roppō Yabure-kun (tháng 4 - tháng 9/1969)
- Moomin (tháng 10/1969 - tháng 10/1970)
- Attack No. 1 (1969 - 1971)

#### Thập niên 1970
- Chingō Muchabe (tháng 2/1971 - tháng 3/1971)
- Shin Obake no Q-Tarō (tháng 9/1971 - tháng 12/1972)
- Tensai Bakabon (1971 - 1972)
- Lupin III (1971 - 1972)
- Akadō Suzunosuke (1972-1973)
- Dokonjō Gaeru (1972 - 1974)
- Kōya no Shōnen Isamu (1973 - 1974)
- Karate Baka Ichidai (tháng 10/1973 - tháng 9/1974)
- Ace o Nerae! (tháng 10/1973 - tháng 3/1974)
- Samurai Giants (tháng 10/1973 - tháng 9/1974)
- Judo Sanka (tháng 4/1974 - tháng 9/1974)
- Giatrus (1974 - 1976)

- Ganba no Bōken (tháng 4 - tháng 9/1975)
- Gensō Tensai Bakabon (1975-1977)
- Hana no Kakarichō (1976–1977)
- Shin Kyōjin no Hoshi (1977 - 1978)
- Hyouga Senshi Gaislugger (tháng 4/1977 - tháng 8/1977), đồng sản xuất với Toei Animation
- Ie Naki Ko (tháng 10/1977 - tháng 10/1978)
- Lupin III: Part II (1977 – 1980)
- Takarajima (tháng 10/1978 - tháng 4/1979)
- Shin Ace o Nerae! (tháng 10/1978 - tháng 3/1979)
- Shin Kyōjin no Hoshi 2 (tháng 4/1979 - tháng 9/1979)
- Versailles no Bara (1979 - 1980)

#### Thập niên 1980
- Mū no Hakubai (tháng 4 - tháng 9/1980)
- Taiyō no Shisha Tetsujin Nijūhachi-gō (tháng 10/1980 - tháng 9/1981)
- Ashita no Joe 2  (1980 - 1981)
- Ohayo! Spank (1981 - 1982)
- Shin Dokonjō Gaeru (1981 - 1982)
- Ulysses 31 (1981 - 1982)
- Rokushin Gattai Godmars (1981 - 1982)
- Jarinko Chie (Cô bé hạt tiêu) (1981 – 1983)
- Makyou Densetsu Acrobunch (tháng 5/1982 - tháng 12/1982), đồng sản xuất với Kokusai Eigasha
- Ninjaman Ippei (tháng 10/1982 - tháng 12/1982)
- Space Cobra (1982 - 1983)

- Lupin VIII (không được phát sóng)
- Georgie! (tháng 4/1983 - tháng 2/1984)
- Chōjikū Seiki Orguss (tháng 7/1983 - tháng 4/1984)
- Cat's Eye (tháng 7/1983 - tháng 3/1984)
- Lupin III Part 3 (tháng 3/1984 - tháng 12/1985)\
- Mighty Orbots (tháng 9/1984 - tháng 12/1984)
- Meitantei Holmes (1984 - 1985)
- Onegai! Samia Don (1985 – 1986)
- Robotan (tháng 1/1986 - tháng 9/1986)
- Bug tte Honey (1986–1987)
- Anpanman (1988–nay)

#### Thập niên 1990
- Ochame na Futago: Clare Gakuin Monogatari (tháng 1/1991 - tháng 11/1991)
- Kinkyū Hasshin Saver Kids (1991 - 1992)
- Chie-chan Funsenki: Jarinko Chie (1991 - 1992)
- Watashi to Watashi: Futari no Lottie (1991 - 1992)
- Chō Dendō Robo Tetsujin 28-go FX (1992 - 1993)
- Boku no Patrasche (1992 - 1993)
- Red Baron (1994 - 1995)
- Magic Knight Rayearth (1994 - 1995)
- Virtua Fighter (1995 - 1996)

- Kaitō Saint Tail (1995 - 1996)
- Thám tử lừng danh Conan (1996 – nay)
- B't X (tháng 4/1996 - tháng 9/1996)
- Wankorobe (1996 - 1997)
- Devilman Lady (1998 –1999)
- Monster Farm: Enban Ishi no Himitsu (1999 - 2000)
- Shūkan Storyland (1999 - 2001)
- Gozonji! Gekko Kamen-kun (1999 - 2000)
- Karakurizōshi Ayatsuri Sakon (1999 - 2000)

#### Thập niên 2000
- Magic Ball Mondo the 2000 (tháng 2/2000 - tháng 7/2000)
- Monster Rancher (tháng 4/2000 - tháng 9/2000)
- Tottoko Hamtaro (2000 - 2006)
- Shin Megami Tensei: Devil Children (2000 - 2001)
- ARMS (2001 - 2002)
- Patapata Hikōsen no Bōken (tháng 1/2002 - tháng 6/2002), đồng sản xuất với Telecom Animation Film
- Tenshi Na Konamaiki (2002 - 2003)
- Kyojin no Hoshi Tokubetsu Hen: Mōko Hanagata Mitsuru (2002 - 2003)
- Sonic X (2003 - 2004)
- Takahashi Rumiko Gekijō (tháng 7/2002 - tháng 9/2003)
- Kyōgoku Natsuhiko: Kōsetsu Hyaku Monogatari (tháng 10/2003 - tháng 12/2003)
- Takahashi Rumiko Gekijou Ningyo no Mori (tháng 10/2003 - tháng 12/2003)
- PoPoLoCrois (2003- 2004)
- Aishiteruze Baby (tháng 4/2004 - tháng 10/2004)
- Monkey Punch Manga Katsudō Daishashin (2004 - 2005)
- Gallery Fake (tháng 1/2005 - tháng 9/2005), sản xuất tập 1-tập 25

- Buzzer Beater (tháng 2 - tháng 5/2005)
- Glass no Kamen (Mặt nạ thủy tinh) (2005 - 2006)
- The Snow Queen (Nữ chúa tuyết) (2005 - 2006)
- Kakutou Bijin Wulong (2005 – 2006)
- Kouchuu Ouja Mushiking: Mori no Tami no Densetsu (2005 – 2006)
- Angel Heart (2005 - 2006)
- D.Gray-man (2006 - 2008)
- Shijō Saikyō no Deshi Ken'ichi (2006 - 2007)
- Pururun! Shizuku-Chan (2006 - 2007)
- Bakugan Battle Brawlers (Chiến binh Bakugan) (2007 - 2008)
- Kaze no Shōjo Emily (tháng 4/2007 - tháng 9/2007)
- Noramimi (tháng 1/2008 - tháng 10/2008)
- Itazura na Kiss (tháng 4/2008 - tháng 9/2008)
- Telepathy Shōjo Ran Jiken Note (tháng 6/2008 - tháng 12/2008)
- Live On CardLiver Kakeru (2008 - 2009)
- Bakugan Battle Brawlers: New Vestroia (2009 - 2010)
- Kupu~!! Mamegoma! (tháng 1/2009 - tháng 12/2009)
- Genji Monogatari Sennenki (tháng 1/2009 - tháng 3/2009)

#### Thập niên 2010
- Bakugan: Gundalian Invaders (2010 - 2011)
- Hime Chen! Otogi Chikku Idol Lilpri (2010 - 2011)
- Cardfight!! Vanguard (2011 - 2016), sản xuất từ mùa đầu tiên cho đến Cardfight!! Vanguard G: Stride Gate-hen (không tính phim dài và mini anime)
- Sengoku Otome ~Momoiro Paradox~ (tháng 4/2011 - tháng 6/2011)
- Lupin the Third: Mine Fujiko to Iu Onna(tháng 4/2012 - tháng 6/2012)
- Brave 10 (tháng 1/2012 - tháng 3/2012)
- Zetman (tháng 4/2012 - tháng 6/2012)
- Kamisama Hajimemashita (Thổ thần tập sự) (tháng 10/2012 - tháng 12/2012)
- Suraj: The Rising Star (tháng 12/2012 - tháng 6/2013)
- Bakumatsu Gijinden Roman (tháng 1/2013 - tháng 3/2013)
- Yowamushi Pedal (2013 - 2014), sản xuất cùng 8PAN
- Toaru Hikūshi e no Koiuta (tháng 1/2014 - tháng 3/2014), sản xuất cùng 3xCube
- Hero Bank (2014 - 2015)
- Gugure! Kokkuri-san (tháng 10/2014 - tháng 12/2014)
- Yowamushi Pedal: Grande Road  (2014 - 2015), sản xuất cùng 8PAN
- Sega Hard Girls (tháng 10/2014 - tháng 12/2014)
- Kamisama Hajimemashita◎ (tháng 1/2015 - tháng 3/2015), sản xuất cùng V1 Studio
- Jitsu wa Watashi wa  (tháng 7/2015 - tháng 9/2015), sản xuất cùng 3xCube

- Bakuon!! (tháng 4/2016 - tháng 6/2016), sản xuất cùng 8PAN
- Kamiwaza Wanda (2016  -2017)
- D.Gray-man Hallow (tháng 4/2016 - tháng 6/2016), sản xuất cùng 8PAN
- ReLIFE (tháng 7/2016 - tháng 9/2016), sản xuất cùng  Double Eagle
- Amaama to Inazuma) (tháng 7/2016 - tháng 9/2016), sản xuất cùng 3xCube
- All Out!! (2016 - 2017), sản xuất cùng Madhouse)
- Trickster (2016 - 2017), sản xuất cùng Shin-Ei Animation
- Nobunaga no Shinobi (2016  - 2018), sản xuất cùng V1 Studio
- Yowamushi Pedal: New Generation (tháng 1/2017 - tháng 6/2017), sản xuất cùng 8PAN
- Nana Maru San Batsu (tháng 7/2017 - tháng 9/2017), sản xuất cùng Double Eagle
- Yowamushi Pedal: Glory Line (tháng 1/2018 - tháng 6/2018), sản xuất cùng 8PAN
- Megalobox (tháng 4/2018 - tháng 6/2018), sản xuất cùng 3xCube
- Senjūshi (tháng 6/2018 - tháng 9/2018), sản xuất cùng Double Eagle
- Sora to Umi no Aida (tháng 10/2018 - tháng 12/2018), sản xuất cùng Double Eagle
- Meiji Tokyo Renka (tháng 1/2019 - tháng 3/2019), sản xuất cùng V1 Studio
- Fruits Basket  (2019 - 2021), sản xuất cùng 8PAN
- Hachigatsu no Cinderella Nine (tháng 4/2019 - tháng 7/2019)
- Dr. Stone (tháng 7/2019 - tháng 12/2019), sản xuất cùng 8PAN

#### Thập niên 2020
- Bakugan: Armored Alliance (2020 - 2021)
- Kanojo, Okarishimasu (Bạn gái thuê) (2020 - nay)[13]
- Dr. Stone: Stone Wars (tháng 1/2021 - tháng 3/2021), sản xuất cùng 8PAN
- Shakunetsu Kabaddi (tháng 4/2021 - tháng 6/2021)
- Nomad Megalobox 2 (tháng 4/2021 - tháng 7/2021)
- Seirei Gensouki (tháng 7/2021 - tháng 9/2021)
- Lupin III: Part 6 (2021 - 2022)
- Thám tử lừng danh Conan: Học viện cảnh sát (2021 - nay)
- Insect Land (tháng 4/2022 - tháng 6/2022)
- Thám tử lừng danh Conan: Giờ trà của Zero (/2022-2023)
- Meitantei Conan Hannin no Hanzawa-san (tháng 10/2022 - tháng 12/2022)
- Yowamushi Pedal: Limit Break (tháng 10/2022 - 2023), sản xuất cùng 8PAN
- Dr. Stone: New World (2023)[14]
- Rinkai! (2024)[15]
- Bananya: Fushigi na Nakamatachi (2024, đồng sản xuất mùa thứ ba với Lesprit)[16]
- Sakamoto Days (2025)[17]
- Dr. Stone: Science Future (2025)

### Phim điện ảnh
- Kyojin no Hoshi: Chizome no Kesshōsen (1969)
- Kyojin no Hoshi: Ike Ike Hyūma (1969)
- Kyojin no Hoshi: Dai League Ball (1970)
- Kyojin no Hoshi: Shukumei no Taiketsu (1970)
- Attack No. 1 (1970)
- Attack No.1: Namida no Kaiten Receive (1970)
- Attack No.1: Namida no Sekai Senshuken (1970)
- Attack No.1: Namida no Fushichou (1971)
- Panda! Kopanda (1972)
- Panda KopandaPanda Kopanda: Ame Furi Circus no Maki (1973)
- Lupin III: Lupin vs. Fukusei-ningen (1978)
- Cagliostro no Shiro (The Castle of Cagliostro) (1979)
- Ace o Nerae! (1979)
- Ganbare!! Tabuchi-kun!! (1979)
- Lupin III: Cagliostro no Shiro (Lâu đài Cagliostro) (1979)
- Ie Naki Ko (1980)
- Ganbare!! Tabuchi-kun!!: Gekitō Pennant Race (1980)
- Ganbare!! Tabuchi-kun!!: Aa Tsuppari Jinsei (1980)
- Makoto-chan (1980)
- Jarinko Chie (1981)
- Ashita no Joe 2 (1981)
- Manga Hana no Kakarichō (1981)
- Manzai Taikōki (tháng 11 năm 1981)
- Ohayō! Spank (1982)
- Space Adventure Cobra (1982)
- Kyojin no Hoshi (1982)
- Rokushin Gattai Godmars
- Pro Yakyū o 10-bai Tanoshiku Miru Hōhō (1983)
- Golgo 13 (1983)
- Bōkenshatachi Ganba to 7-biki no Naka Ma (1984)
- Meitantei Holmes: Aoi Ruby no Maki / Kaitei no Zaihō no Maki (1984)
- Lupin III: Babylon no Ōgon Densetsu (1985)
- Meitantei Holmes: Mrs. Hudson Hitojichi Jiken / Dover Kaikyō no Daikūchūsen! (1986)
- Takarajima (1987)
- Bug-tte Honey: Megaromu Shōjo Mai 4622 (1987)
- Akira (1988)
- Soreike! Anpanman Kirakira Boshi no Namida (1989)
- Onegai! Samia-don (19889)
- Robotan (1989)
- Little Nemo (1989)
- Oji-san Kaizō Kōza (1990)
- Soreike! Anpanman Baikinman no Gyakushū (1990)
- Gamba to Kawauso no Bouken (1991)
- Soreike! Anpanman Tobe! Tobe! Chibigon (1991)
- Soreike! Anpanman Tsumiki-jō no Himitsu (1992)
- Soreike! Anpanman Kyōryū Nosshī no Daibōken (1993)
- Soreike! Anpanman Lyrical Magical Mahō no Gakkō (1994)
- Soreike! Anpanman Yūreisen o Yattsukero!! (1995)
- Lupin III: Kutabare! Nostradamus (1995)
- Lupin III: Dead or Alive (1996)
- Soreike! Anpanman Soratobu Ehon to Garasu no Kutsu (1996)
- Soreike! Anpanman: Niji no Pyramid (1997)
- Thám tử lừng danh Conan: Quả bom chọc trời (1997)
- Thám tử lừng danh Conan: Mục tiêu thứ 14 (1998)
- Soreike! Soreike! Anpanman Tenohira o Taiyō ni (1998)
- Thám tử lừng danh Conan: Ảo thuật gia cuối cùng của thế kỷ (1999)
- Soreike! Anpanman Yūki no Hana ga Hiraku Toki (1999)
- Thám tử lừng danh Conan: Thủ phạm trong đôi mắt (2000)
- Soreike! Anpanman Ningyohime no Namida (2000)

- Thám tử lừng danh Conan: Những giây cuối cùng tới thiên đường (2001)
- Soreike! Soreike! Anpanman Gomira no Hoshi (2001)
- Gekijō-ban Tottoko Hamutaro: Ham-Ham Rando Daibōken (2001)
- Thám tử lừng danh Conan: Bóng ma đường Baker (2002)
- Soreike! Anpanman: Roll to Laura Ukigumojou no Himitsu (2002)
- Gekijō-ban Tottoko Hamtaro: Ham Ham Hamja! Maboroshi no Purinsesu (2002)
- Thám tử lừng danh Conan: Mê cung trong thành phố cổ (2003)
- Soreike! Anpanman Ruby no Negai (2003)
- Gekijō-ban Tottoko Hamtaro Ham-Ham Guran Purin: Ōrora Tani no Kiseki - Ribon-chan Kiki Ippatsu! (2003)
- Thám tử lừng danh Conan: Nhà ảo thuật với đôi cánh bạc (2004)
- Soreike! Anpanman Yume Neko no Kuni no Nyanii (2004)
- Gekijō-ban Tottoko Hamtaro Ham Ham Paradaichu!: Hamtarō to Fushigi no Oni no Ehon-tō (2004)
- Thám tử lừng danh Conan: Âm mưu trên biển (2005)
- Soreike! Anpanman: Soreike! Anpanman Happy no Daibōken (2005)
- Kōchū Ōja Mushiking: Greatest Champion e no Michi (2005)
- Thám tử lừng danh Conan: Lễ cầu hồn của thám tử (2006)
- Soreike! Anpanman: Soreike! Anpanman Inochi no Hoshi no Dolly (2006)
- Thám tử lừng danh Conan: Kho báu dưới đáy đại dương (2007)
- Soreike! Anpanman: Shabondama no Purun (2007)
- Kōchū Ōja Mushikingg Super Battle Movie: Yami no Kaizou Kouchuu (2007)
- Thám tử lừng danh Conan: Tận cùng của sự sợ hãi (2008)
- Soreike! Anpanman: Yōsei Rinrin no Himitsu (2008)
- Thám tử lừng danh Conan: Truy lùng tổ chức Áo Đen (2009)
- Soreike! Anpanman: Dadandan to Futago no Hoshi (2009)
- Thám tử lừng danh Conan: Con tàu biến mất giữa trời xanh (2010)
- Soreike! Anpanman: Blacknose to Mahō no Uta (2010)
- Thám tử lừng danh Conan: 15 phút tĩnh lặng (2011)
- Soreike! Anpanman: Sukue! Kokorin to Kiseki no Hoshi (2011)
- To Aru Hikūshi e no Tsuioku (2011), đồng sản xuất với Madhouse
- Thám tử lừng danh Conan: Tiền đạo thứ 11 (2012)
- Soreike! Anpanman: Yomigaere Banana Shima (2012)
- Thám tử lừng danh Conan: Con mắt bí ẩn ngoài biển xa (2013)
- Soreike! Anpanman: Tobase! Kibō no Handkerchief (2013)
- Lupin III VS Meitantei Konan The Movie (2013)
- Thám tử lừng danh Conan: Sát thủ bắn tỉa không tưởng (2014)
- Soreike! Anpanman: Ringo Bōya to Minna no Negai (2014)
- Lupin the IIIrd: Jigen Daisuke no Bohyou (2014)
- Thám tử lừng danh Conan: Hoa hướng dương rực lửa (2015)
- Soreike! Anpanman: Mija to Mahō no Lamp (2015)
- Thám tử lừng danh Conan: Cơn ác mộng đen tối (2016)
- Soreike! Anpanman: Mija to Mahō no Lamp (2016)
- Orange: Mirai (2016), đồng sản xuất với Telecom Animation Film
- Thám tử lừng danh Conan: Bản tình ca màu đỏ thẫm (2017)
- Soreike! Anpanman: Buruburu no Takarasagashi Daibōken! (2017)
- Lupin the IIIrd: Chikemuri no Ishikawa Goemon (2017)
- Thám tử lừng danh Conan: Kẻ hành pháp Zero (2018)
- Soreike! Anpanman: Kagayake! Kurun to Inochi no Hoshi (2018)
- Thám tử lừng danh Conan: Cú đấm Sapphire xanh (2019)
- Soreike! Anpanman: Kirameke! Ice no Kuni no Vanilla-hime (2019)
- Thám tử lừng danh Conan: Viên đạn đỏ (2021)
- Soreike! Anpanman: Fuwafuwa Fuwari to Kumo no Kuni (2021)
- Thám tử lừng danh Conan: Nàng dâu Halloween (2022)
- Soreike! Anpanman: Dororin to Bakeru Carnival (2022)
- Fruits Basket -prelude- (2022)
- Nhắn gửi tất cả các em, những người tôi đã yêu (2022)
- Meitantei Conan: Haibara Ai Monogatari - Kurogane no Mystery Train (2023)
- Thám tử lừng danh Conan: Tàu ngầm sắt màu đen (2023)
- Soreike! Anpanman Roboly to Pokapoka Present (2023)[18]
- Biohazard: Death Island (2023)[19]
- Thám tử lừng danh Conan: Ngôi sao 5 cánh 1 triệu đô (2024)[20]

### Phim truyền hình đặc biệt
- Bōchan (tháng 6/1980)
- Nijū-yon no Hitomi (tháng 10/1980)
- Sugata Sanshirō (1981)
- Son Goku: Silk Road o Tobu!! (1982)
- Lupin III: Bye Bye Liberty - Kiki Ippatsu!  (1989)
- Lupin III: Hemingway Paper no Nazo  (1990)
- Lupin III: Napoleon no Jisho o Ubae (1991)
- Lupin III: Russia yori Ai o Komete (1992)
- Lupin III: Lupin Ansatsu Shirei (1993)
- Lupin III: Moeyo Zantetsuken (1994)
- Lupin III: Harimao no Zaihō o Oe (1995)
- Lupin III: Twilight Jemini no Himitsu (1996)
- Lupin III: Walther P-38 (1997)
- Lupin III: Honō no Kioku ~Tokyo Crisis~ (1998)
- Lupin III: Ai no Da Capo – Fujiko's Unlucky Days (1999)
- Lupin III: $1 Money Wars (2000)
- Lupin III: Alcatraz Connection (2001)
- Lupin III: Episode 0: First Contact (2002)

- Lupin III: Otakara Henkyaku Dai-sakusen!! (2003)
- Lupin III: Nusumareta Lupin ~Copy Cat wa Manatsu no Chō~ (2004)
- Lupin III: Tenshi no Tactics ~Yume no Kakera wa Koroshi no Kaori~ (2005)
- Lupin III: Seven Days Rhapsod (20y06)
- Lupin III: Kiri no Elusive (2007)
- Lupin III: sweet lost night ~Mahō no Lupin wa Akumu no Yokan~ (2008)
- Lupin III VS Meitantei Konan (2009)
- Lupin III: The Last Job (2010)
- Lupin III: Chi no Kokuin - Eien no Mermaid (2011)
- Lupin III: Tōhō Kenbunroku - Another Page (2012)
- Lupin III: Princess of the Breeze - Kakusareta Kūchū Toshi (2013)
- Thám tử lừng danh Conan – Episode One: Ngày thám tử bị teo nhỏ (2013)
- Edogawa Conan Shissō Jiken ~ Shijō Saiaku no Futsukakan ~ (2014)
- Lupin III: Italian Game (2016)
- Lupin III: Goodbye Partner (2019)
- Lupin III: Prison of the Past (2019)
- Dr. Stone: Ryusui (2022), sản xuất cùng Die4 Studio

### OVA
Danh sách OVA:
- 2001-ya Monogatari (1987)
- Ace o Nerae! 2: Stage 1–6 (1988)
- Lupin III: Fūma Ichizoku no Inbō (1987)
- Rokushin Gattai Godmars: Juunana-sai no Densetsu (1988)
- Ace o Nerae!: Final Stage (1989)
- Tengai Makyō: Jiraiya Oboro Hen (1990)
- OL Kaizō Kōza (1990)
- Katsugeki Shōjo Tanteidan (1990)
- Wizardry (1991)
- Ozanari Dungeon: Kaze no Tou (1991)
- Maps (1994)
- Soreike! Anpanman: Otanjoubi Series (1995 - 1996)
- B't X NEO (1997)
- Rayearth (1997)
- Soreike! Anpanman: Anpanman to Oyakusoku (1998)
- Glass no Kamen: Sen no Kamen o Motsu Shōjo (1998)
- Aoyama Gōshō Tanhenshū (Tuyển tập truyện ngắn Gosho Aoyama) (1999)
- Karakuri no Kimi (2000)
- Thám tử lừng danh Conan: Cuộc đối đầu giữa Conan, Kid và Yaiba (2000)
- Thám tử lừng danh Conan: 16 nghi phạm (2002)
- Lupin III: Ikiteita Majutsushi (2002)
- Hamtaro Premium (4 OVA) (2002 - 2004)
- Thám tử lừng danh Conan: Conan, Heiji và Cậu bé mất tích (2003)

- Thám tử lừng danh Conan: Conan, Kid và Crystal Mother (2004)
- Thám tử lừng danh Conan: Mục tiêu là Mouri ! Vụ điều tra bí mật của Đội thám tử nhí (2005)
- Thám tử lừng danh Conan: Vụ án viên kim cương biến mất ! Conan, Heiji đối đầu Kid (2006)
- Thám tử lừng danh Conan: Kịch bản của nữ thám tử trung học Suzuki Sonoko (2007)
- Thám tử lừng danh Conan Magic File (2007)
- Thám tử lừng danh Conan: "Lời thách đố của tiến sĩ ! Agasa đối đầu Conan và Đội thám tử nhí (2008)
- Thám tử lừng danh Conan Magic File 2: Kudou Shinichi và bức tường đen bí ẩn (2008)
- Thám tử lừng danh Conan: Sự biến đổi kì dị mười năm sau (2009)
- Thám tử lừng danh Conan Magic File 3: Shinichi và Ran – Bài mạt chược và hồi ức thất tịch (2009)
- Saint Seiya: The Lost Canvas (2009 - 2011)
- Thám tử lừng danh Conan: Kid ở hòn đảo cạm bẫy (2010)
- Thám tử lừng danh Conan Magic File 4: Cuộc phiêu lưu Okonomiyaki ở Osaka (2010)
- Thám tử lừng danh Conan: Mật lệnh từ Luân Đôn (2011)
- Thám tử lừng danh Conan Magic File 2011: Niigata – Tokyo, hành trình của món quà lưu niệm (2011)
- Thám tử lừng danh Conan: The Miracle of Excalibur (2012)
- Thám tử lừng danh Conan Bonus File: Bông hoa trên sân cỏ (2012)
- Kamisama Hajimemashita (2013)
- Yowamushi Pedal: Special Ride (2013)

### ONA
Danh sách ONA:
- Baki (2018), sản xuất cùng Double Eagle
- Hanma Baki (2021)
- Vùng đất quỷ dữ: Bóng tối vô tận (Resident Evil: Infinite Darkness) (2021), sản xuất cùng  Quebico
- Lupin III vs. Cat's Eye (2023)[21]
- Bakugan: Legends (2023)[22]
- Hanma Baki vs. Kengan Ashura (2024)[23]